# John McTiernan
John Campbell McTiernan, Jr. (født 8. januar 1951 i Albany, New York, USA) er en amerikansk filminstruktør. 
Med baggrund fra reklamefilm debuterede han i 1986 uden at vække opmærksomhed. Han slog igennem hos actionpublikummet med Predator (Predator - Jagten er begyndt, 1987), og fik en stor biografsucces med Die Hard (1988, opfølger Die Hard: Mega Hard, 1995) hvor Bruce Willis kæmper mod terrorister. The Hunt for Red October (Jagten på Røde Oktober, 1990) var en storpolitisk thriller efter en bestseller af Tom Clancy. Han har siden bl.a. lavet The Last Action Hero (Den sidste actionhelt, 1993), The 13th Warrior (1999), The Thomas Crown Affair (Thomas Crown affæren, 1999) og Rollerball (2002).